# Azorella acaulis
Azorella acaulis är en växtart i släktet Azorella och familjen flockblommiga växter. Den beskrevs av Antonio José Cavanilles och fick sitt nu gällande namn av Oscar Drude.
Arten är perenn och förekommer i södra Chile och södra Argentina.